# Carol Bartha
Carol Bartha (* 19. September 1923 in Oradea; † 7. Dezember 1976) war ein rumänischer Fußballspieler. Er bestritt 168 Spiele in der Divizia A. Im Jahr 1955 gewann er mit Dinamo Bukarest die rumänische Meisterschaft.

## Karriere
Aufgrund des Zweiten Weltkrieges kam Bartha erst im Alter von fast 23 Jahren zu seinem ersten Einsatz in der Divizia A, als er in der Saison 1946/47 für Ciocanul Bukarest spielte. Als der Klub im Mai 1948 mit Unirea Tricolor Bukarest zu Dinamo Bukarest zusammengeschlossen wurde, wechselte er ebenfalls zu Dinamo. War er dort zunächst noch Stammspieler, wurden seine Einsätze ab der Spielzeit 1952 seltener. Er kämpfte mit Dinamo über mehrere Jahre hinweg um den Gewinn der Meisterschaft, der erstmals am Ende der Saison 1955 gelang. Anschließend verließ er den Klub und heuerte ein Jahr später bei Progresul Oradea in seiner Heimatstadt an. Dort beendete er Ende 1957 seine Laufbahn.

## Nationalmannschaft
Bartha kam siebenmal für die rumänische Nationalmannschaft zum Einsatz. Er debütierte am 6. Juni 1948 im zweiten Spiel des Balkan-Cups gegen Ungarn, als er in der Halbzeitpause für Andrei Mercea eingewechselt wurde. Die Partie ging mit 0:9 verloren und ist die höchste Niederlage in der rumänischen Länderspielgeschichte. Auch in den folgenden Turnierspielen gehörte er zum Aufgebot von Nationaltrainer Iuliu Baratky. Am 4. Juli 1948 gelang ihm beim 2:1-Erfolg über die Tschechoslowakei mit dem Siegtreffer in der Schlussminute sein einziges Länderspieltor.
Im ersten Länderspiel unter Baratkys Nachfolger Colea Vâlcov kam Bartha am 8. Mai 1949 im Freundschaftsspiel gegen Polen lediglich als Einwechselspieler zum Zuge. Am 23. Oktober desselben Jahren bestritt er beim 1:1 gegen Albanien sein letztes Länderspiel.

## Erfolge
- Rumänischer Meister: 1955